# Флувана (окръг, Вирджиния)
Окръг Флувана (на английски: Fluvanna County) е окръг в щата Вирджиния, Съединени американски щати. Площта му е 751 km², а населението - 20 047 души (2000). Административен център е населено място Палмайра.